# أوبيرا
أوبيرا  هي بلدية في اليابان، وبلدة في اليابان، تقع في Rumoi Subprefecture ‏، بلغ عدد سكانها 3,191  نسمة وذلك حسب إحصائيات سنة 2018، تبلغ مساحتها 627.29 كيلومتر مربع.

## الموقع
تشترك في الحدود مع:
- روموي، هوكايدو.